# Дизестезия
Дизестезия (от гръцки: дис – „ненормален“ и aesthesis – „усещане“ (необичайно усещане). Тя се определя като неприятно, необичайно чувство за допир и може да се разглежда или не като един вид болка. Причинява се от заболявания на нервната система, периферни или централни, и включва усещания, независимо дали е спонтанно или евокирани, като парене, мокрота, сърбеж, токов удар и изтръпване на крайниците.
Понякога се описва като усещане като киселина под кожата. Парещата дизестезия може точно да отразяват ацидозни състояние в синапсите и периневралното пространство.